# Bohal
Bohal (Gallo Bohau, bretonisch Bohal) ist eine französische Gemeinde mit 862 Einwohnern (Stand 1. Januar 2022) im Département Morbihan in der Region Bretagne.

## Geografie
Bohal liegt rund 28 Kilometer nordöstlich von Vannes im Osten des Départements Morbihan.
Nachbargemeinden sind Sérent im Nordwesten und Norden, Saint-Marcel im Nordosten und Osten, Pleucadeuc im Südosten und Süden, Molac im Südwesten sowie Saint-Guyomard im Südwesten und Westen.

## Bevölkerungsentwicklung
| Jahr                       | 1962 | 1968 | 1975 | 1982 | 1990 | 1999 | 2006 | 2012 | 2019 |
| Einwohner                  | 387  | 360  | 349  | 344  | 457  | 501  | 697  | 803  | 855  |
| Quellen: Cassini und INSEE |      |      |      |      |      |      |      |      |      |

## Sehenswürdigkeiten
- Kirche Saint-Gildas
- Allée couverte von Trébiguet an einem Hang mit Blick auf den Fluss Claie.

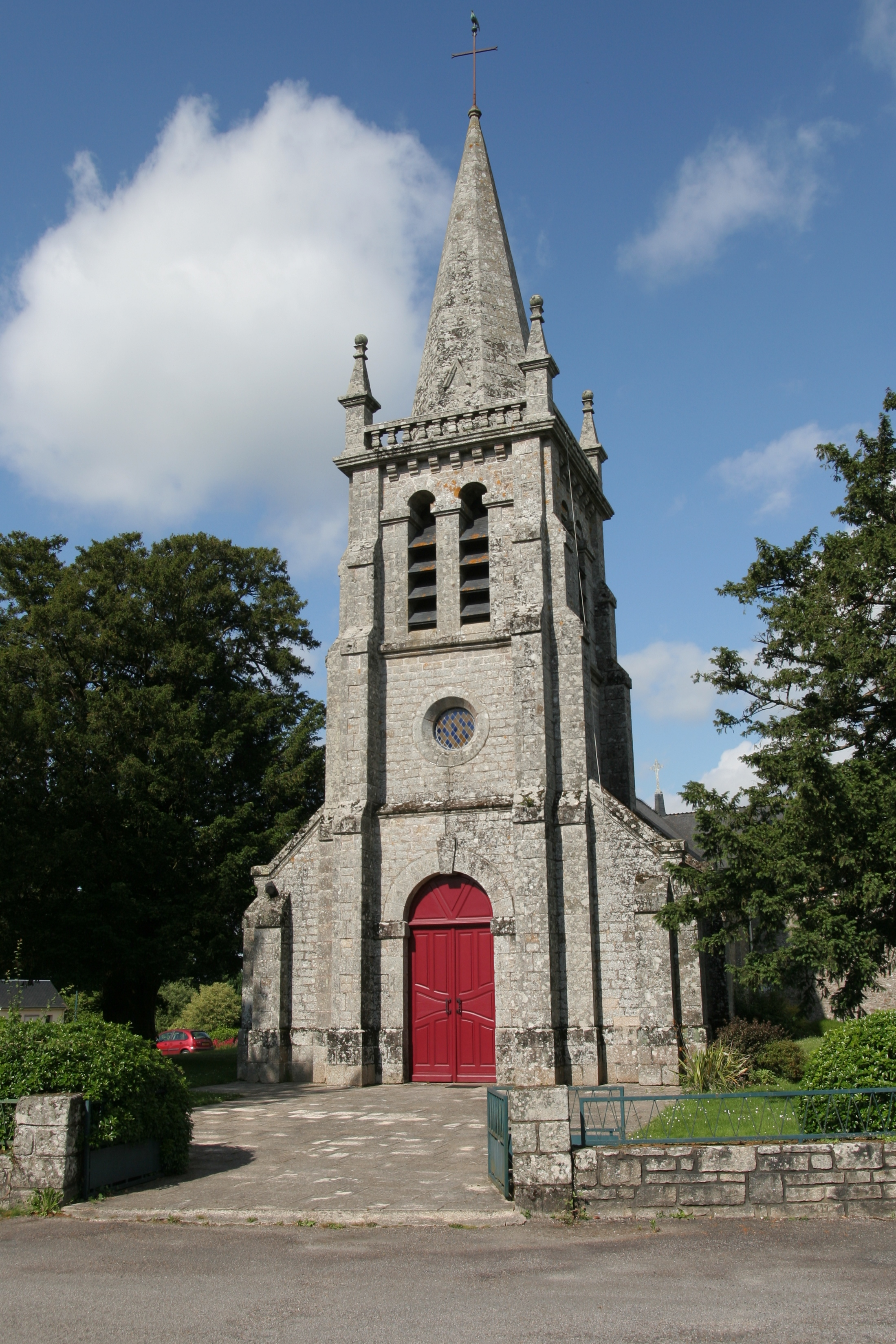
Kirche Saint-Gildas